# Ян Середа
Ян (Янко, Іван Микитович) Середа (біл. Ян (Янка, Іван Мікітавіч) Серада; 13 травня 1879  — після 19 листопада 1943 , дата смерті невідома ) — голова ради  
Білоруської Народної Республіки.
громадський і політичний діяч, педагог, публіцист.

## Біографія
Закінчив Варшавський ветеринарний інститут (1903). У 1905—1906 роках служив в армії в Маньчжурії. Працював ветеринаром у Мінській губернії (1907—1911), тоді ж викладав у Мар'їногорському сільськогосподарському училищі. Був мобілізований під час Першої світової війни.
Член Білоруської соціалістичної громади. Голова президії Всебілоруського з'їзду (1917), Ради БНР (1918). Член ЦК Білоруської партії соціалістів-федералістів (1918). Входив до складу Тимчасового Білоруського національного комітету, президії Найвищої ради БНР (1919—1920).
Працював у Наркоматі землеробства БРСР. Науковий співробітник і завідувач бібліотеки Інбілкульту. Організатор і директор Мінського ветеринарно-зоотехнічного технікуму (1923—1924). Доцент БСГА в Гори-Горках (липень 1925 — грудень 1929). Науковий співробітник Білоруського НДІ сільського й лісового господарства (з 1927). Досліджував методи утримання й вигодовування сільськогосподарських тварин.
Був заарештований ГПУ БРСР 4 липня 1930 у зв'язку зі справою «Союзу визволення Білорусі». Постановою Колегії ОДПУ СРСР від 10 квітня 1931 року був засланий до Ярославля терміном на 5 років. Повторний вирок було винесено 27 грудня 1941; був засуджений до 10 років позбавлення волі. Достроково звільнений 19 листопада 1943 з Краслагу (Красноярський край). Подальша доля невідома. За першим вироком реабілітований 10 липня 1988, за другим — 16 січня 1989 року.

## Творчість
Публікувався з 1914 року (журнал «Соха»). Виступав у друку з науковими, науково-популярними та публіцистичними статтями на сільськогосподарську тематику.

### Твори
- Як трэба каваць коні. Мн., 1926.
- Ветэрынарыя і зоагігіена. Кн. 1-2. Мн., 1927—1928.
- Пабудова сіласаў у калгасах і саўгасах. Мн., 1930.